# Bredvalla naturreservat
Bredvalla naturreservat är ett naturreservat i Malung-Sälens kommun i Dalarnas län.
Området är naturskyddat sedan 2021 och är 142 hektar stort. Reservatet ligger väster om Transtrand och består av ån Bredvalla och dess vattenfall i den trånga kanjonen på Bredvallsfjällets nordsluttning omgiven av granskog och sumpskog.